# 정현옥 (1941년)
정현옥(鄭顯玉, 1941년 11월 27일 ~ , 경상남도 합천군 삼가면)은 대한민국의 정치인이다. 제37·38·39대 부산 동구청장이다.

## 학력
- 합천삼가초등학교(1947년 3월 ~ 1953년 2월)
- 부산중학교(1953년 3월 ~ 1956년 2월)
- 부산공업고등학교(1956년 3월 ~ 1959년 2월)
- 동아대학교 공과대학 기계공학과(최고경영자과정(학사),1959년 3월 ~ 1963년)
- 부산대학교 경영대학원  최고경영자과정(1985년,수료)

## 경력
- 부산광역시의회 예산·결산위원장(1기)
- 부산광역시의회 재무·산업위원장(1기)
- 부산광역시의회 기획·재경위원장(2기)

## 약력
- 주식회사 삼양석유 회장(1981년)
- 부산시야구협회장(1984년)
- 민정당 부산동구지구당 부위원장(1984년)
- 한국자유총연맹 부산시동구지부 지부장(1984년)
- 부산석유유통협회 회장(1988년)
- 부산시생활체육협의회 회장(1991년)
- 제1대 부산시의회 의원(1991년 ~ 1995년)
- 제2대 부산시의회 의원(1995년 ~ 1998년)
- 부산광역시 생활체육협의회장(전)
- 부산ROTC총동문회 회장(전)
- 한국석유유통협회 부산시지부 회장(전)
- 자유총연맹 동구지부장(전)
- 재부합천동구향우회 회장(전)
- 부산중고등학교 동구동문회 회장
- 동아대학교 총동문회 부회장
- 부산시 생활체육축구장학회 이사장
- 제37대~39대 부산 동구청장(3선,1998년 7월 ~ 2010년 6월, 한나라당)
- 민선3,4기 부산시 구청장군수협의회회장

## 역대 선거 결과
|  | 59.7% |

|  | 0% |

|  | 57.34% |

|  | 100.00% |

|  | 100.00% |